# 塩化1-ブチル-3-メチルイミダゾリウム
塩化1-ブチル-3-メチルイミダゾリウム（英: 1-Butyl-3-methylimidazolium chloride、BMIM Cl）は、融点が100 °C 未満の塩のイオン液体である。

## 合成および調製
塩化1-ブチル-3-メチルイミダゾリウムは、1-メチルイミダゾールと1-クロロブタンを70 °C で反応させることによって調製することができる。

BMIM Cl の合成

## 特性
塩化1-ブチル-3-メチルイミダゾリウムは、多形であり、直方晶系と単斜晶系の2つの結晶構造で存在する。
斜方晶形の結晶は融解した塩を冷却することによって得ることができる一方、単斜晶形は斜方晶形をドライアイスで冷却するか、他のイオン液体から、またはクラスレートから結晶化させることによって得ることができる。

## 用途
塩化1-ブチル-3-メチルイミダゾリウムは、1-ブチル-3-メチルイミダゾリウムカチオンを持つ他の多くのイオン液体のための出発物質として機能する。塩化1-ブチル-3-メチルイミダゾリウムは水素化脱硫、セルロースの溶解、およびポリカーボネートのメタノリシスにおいて利用することができる。